# Beugneux
Beugneux es una comuna francesa, situada en el departamento de Aisne, de la región de Alta Francia.

## Demografía
| 122 | 97 | 94 | 92 | 75 | 83 | 121 | 109 |
| Para los censos de 1962 a 1999 la población legal corresponde a la población sin duplicidades (Fuente: INSEE [Consultar]) |    |    |    |    |    |     |     |